# Automeris oweni
Automeris oweni är en fjärilsart som beskrevs av Paul Dognin 1896. Automeris oweni ingår i släktet Automeris och familjen påfågelsspinnare. Inga underarter finns listade i Catalogue of Life.